# Ambrogio Fogar
 (avril 2019).
Si vous disposez d'ouvrages ou d'articles de référence ou si vous connaissez des sites web de qualité traitant du thème abordé ici, merci de compléter l'article en donnant les références utiles à sa vérifiabilité et en les liant à la section « Notes et références ».
Pour les articles homonymes, voir Fogar.
Ambrogio Fogar, né le 13 août 1941 à Milan et mort le 24 août 2005 à Milan, est un navigateur, explorateur, écrivain et présentateur de télévision, pilote de rallye et aventurier polyvalent.

## Télévision
- Jonathan - Dimensione avventura (Canale 5, 1984-1986; Italia 1, 1986-1991)
- Antologia di Jonathan (Canale 5, 1984-1986; Italia 1, 1986-1991)
- Parliamone - talk de Buongiorno Italia (Canale 5, 1987-1988)
- Campo base - Il mondo dell'avventura (TV Koper-Capodistria/Canale 5, 1989-1991; TELE+2, 1990-1991)
- Speciale campo base (TV Koper-Capodistria/Canale 5, 1989-1991; TELE+2, 1990-1991)

## Radio-documentaire
- Poli Mirabilia - La marcia sul pack e altre meraviglie (Rai Radio 1, 1984)

## Documentaire
- Ambrogio Fogar, l'ultimo eroe (Rete 4, 2005)

## Livres
- Il mio Atlantico. 1972: transatalantica in solitario Plymouth-Newport; 1973: seconda regata atlantica Cape Town-Rio de Janeiro, Milan, Bietti, 1973.
- 400 giorni intorno al mondo, Milan, Rizzoli, 1975.
- Messaggi in bottiglia. Da un catamarano in mezzo all'Atlantico. OSTAR,'76, Legnano, Landoni, 1976.
- L'ultima leggenda, Milan, Rizzoli, 1977.
- La zattera, Milan, Rizzoli, 1978.
- Il giro del mondo del Surprise, Milan, Epipress-Famiglia cristiana, 1978.
- Sulle tracce di Marco Polo, Milan, A. Mondadori, 1983.
- Verso il Polo con Armaduk, Milan, Rizzoli, 1983.  (ISBN 88-17-85369-0)
- Solo. La forza di vivere, Milan, A. Mondadori, 1997.  (ISBN 88-04-40392-6)
- Contro vento. La mia avventura più grande, Milan, Rizzoli, 2005.  (ISBN 88-17-00664-5)
- Quando c'era Superman. L'ultima avventura di una vita controvento, Casale Monferrato, Piemme, 2006.  (ISBN 88-384-8651-4)

## Distinctions
- Commandeur de l'ordre du Mérite de la République italienne‎ (1975)
- L'astéroïde (25301) Ambrofogar est nommé en son honneur.